# Vlado Štefančić
Vlado Štefančić (Vukovar, 12. siječnja 1931. – Zagreb, 29. listopada 2017.), bio je hrvatski redatelj, radijski i televizijski voditelj, dramski glumac, pjevač i plesač u operetama i mjuziklima te kazališni direktor. Smatra se utemeljiteljem hrvatskog mjuzikla.

## Životopis
Vlado Štefančić, glumac i redatelj, autor gotovo 200 kazališnih predstava, 10.000 radio emisija i 2.000 televizijskih emisija rođen je u Vukovaru 1931. godine. Štefančićeva obitelj seli se u Zagreb kada je Vlado bio star šest mjeseci ali se kasnije s obitelji često vraćao u rodni grad na Dunavu. Obitelj po ocu mu je bjeloruskog podrijetla. Djed koji se doselio iz Bjelorusije prezivao se Štefančik i odmah se pohrvatio u Štefančić.
Karijeru je započeo kao član dramskog studija Radio Zagreba 1949. godine, potom je od 1950. godine bio dramski i operetni glumac u Kazalištu "Komedija" u Zagrebu. Od 1965. do 1969. godine djelovao je u zagrebačkom HNK-u gdje je do sedamdesetih godina prošloga stoljeća odigrao više od sedamdeset uloga. Od 1969. do 1978. godine bio je direktor Kazališta "Komedija", a isto tako jedan je od utemeljitelja "Zagrebačke škole mjuzikla".    
Osnivač je i voditelj "Zagrebačkih ljetnih večeri" na Šalati. Inicijator je prvih dočeka Nove godine na Trgu Bana Jelačića, koje je režirao i u kojima je nastupao kao voditelj. Bio je autor, redatelj i voditelj je večernjih revija na Zrinjevcu pod nazivom: "Elegantni šarmantni Zagreb", a također bio je autor i redatelj događanja "Advent u srcu Zagreba". 
Umro je u Zagrebu 29. listopada 2017. godine.

## Kazalište
Štefančić u svojstvu direktora "Komedije" poticao i realizirao prve hrvatske mjuzikle:
- "Jalta, Jalta",
- "Dundo Maroje 72",
- "O’ Kaj",
- prve domaće rock opere "Gubec-beg", "Grička vještica" kao i strane, "Čovjek iz Manche", "Jadnici" i "Guslač na krovu".

Idejni je autor Kazališta na vodi "Jarun fest". Redatelj je prvih predstava na jezeru "Noć u Veneciji", "Isus Krist Superstar" i "Kosa".

## Književni rad
- Zabavljač: popabirčena zrnca i skice za životopisni slikopis glumca, pjevača, plesača, redatelja, direktora, audio glasa, TV lica s tisuća špica, Prometej d.o.o., Zagreb, 2007.

## Nagrade i priznanja
Dobitnik je velikog broja odličja i nagrada.
- 1966.: Nagrada "Marul"
- 1973.: Nagrada grada Zagreba
- 1994.: Nagrada grada Zagreba
- 2000.: Nagrada za životno djelo Hrvatskog glumišta
- 2006.: Nagrada "Vatroslav Lisinski" Hrvatskog društva skladatelja za doprinos hrvatskom glazbenom stvaralaštvu.[4]

## Vanjske poveznice
- LZMK / Hrvatska enciklopedija: Štefančić, Vlado
- LZMK / Proleksis enciklopedija: Štefančić, Vlado
- Kazalište Komedija: Portret umjetnika: Vlado Štefančić
- Kazalište Komedija: Vlado Štefančić – naslovi ostvareni u kazalištu "Komedija"
- Kazalište Komedija: Vlado Štefančić – režije izvan kazališta "Komedija"
- Matica hrvatska / Vijenac 618 – Nino Škrabe: »Zabavljač... i mnogo, mnogo više«